# Sveti Lovrenc
Sveti Lovrenc – wieś w Słowenii, w gminie Prebold. W 2018 roku liczyła 374 mieszkańców.